# Lissolongichneumon capensis
Lissolongichneumon capensis là một loài tò vò trong họ Ichneumonidae.